# Хори, Тацуо
Тацуо Хори (堀 辰雄, Hori Tatsuo, 28 декабря 1904 — 28 мая 1953) — японский писатель
, поэт, переводчик эпохи Сёва.

## Ранние годы
Тацуо Хори родился близ Токио в районе Кодзиматиi (также известном как Хиракаватё) и окончил Токийский императорский университет.
Ещё во время учёбы в колледже стал участником молодёжных общественных организаций, где завёл знакомство с политически настроенными авторами и критиками, такими как Накано Сигэхару (1902—1979) и Кубота Цурудзиро (1903—1974). В 1926 году они основали литературный журнал Rōba («Осёл»), в дальнейшем спонсируемый поэтом Муро Саисэи, в котором были опубликованы переводы многих французских произведений, написанные самим Тацуо.
Он считал себя учеником Рюноскэ Акутагавы, но, с точки зрения его друзей Нагая Тацуо и Кобаяси Хидэо, ранние работы поэта тяготеют к пролетарскому литературному движению. Более поздние труды Хори отражают движение в сторону модернизма.
Стоит отметить, что стиль Тацуо также формировался под влиянием популярной тогда в Японии французской школы, в частности работ Реймонда Радиге, Райнера Мария Рильке, Франсуа Мориака и Марселя Пруста.

## Литературная карьера
Тацуо Хори написал целый ряд повестей и стихотворений, действие которых происходит в местах, наполненных особой атмосферой, например, таких как горный санаторий в префектуре Нагано, и характеризуется темой смерти, в которой была отражена его собственная непрекращающаяся борьба с туберкулезом. Часто бессюжетный и импрессионистический, его стиль был высоко оценён Кавабатой Ясунари.
В 1930 году Хори впервые получил признание общества благодаря рассказу «Святое семейство» (Sei kazoku), написанному под впечатлением смерти Акутагавы, образ которого был воплощён в погибшем персонаже Куки.
Одним из известнейших произведений Хори является цикл «Яматодзи», небольшой сентиментальный сборник поэтических эссе о Наре и её исторических местах. Затем последовал трагический роман «Адасино», действие которого происходит в период Нара. Именно эти подробные описания, исполненные прекрасными сравнениями и символами, во многом популяризированные властями города для привлечения туристов, принесли поэту славу.
Был одним из создателей и участников поэтического журнала «Лошадь». Название журнала было предложено Тацуо Хори, а название и обложка были отрисованы личным врачом Рюноскэ Акутагавы Рюносукэ и поэтом хайку Симодзимой Сорайей. Придерживаясь традиций классической европейской литературы, а также публикуя революционные произведения и стихотворения, создаваемые в стиле японской литературы 12-го века, журнал занимал важное историческое положение среди других журналов додзинси с конца эпохи Тайсё до раннего периода Сёва.

## Память

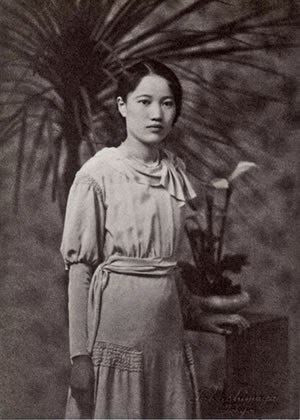
Аяко Яно

В городе Каруидзава префектуры Нагано, где Хори останавливался во время обострения болезни, в его честь был основан Мемориальный музей Хори Тацуо.
Могила писателя находится на Тама Рэйэн, кладбище на окраине Токио.
Роман «Ветер поднялся» (Kaze tachinu), название которого заимствовано из поэмы французского поэта Поля Валери «Кладбище у моря», вдохновил режиссёра Хаяо Миядзаки на создание одноименного аниме со схожими фрагментами из книги.
Роман «Ветер поднялся» автобиографичен. Сюжет повествует о любви молодого писателя к больной туберкулезом девушке-художнице Сэцуко. Прототипами главных героев романа послужили сам писатель и Аяко Яно (矢野綾子), с которой Хори познакомился летом 1933 года. Он «встретил невинную, красивую девочку, такую, как подсолнечник в Каруидзаве и сердце, которое страдало — и исцелилось». Об этом Тацуо пишет в 1933 году в свое более раннем произведении — «Красивая деревня» (美しい村).
В произведении он продолжает ту же тему, но уже при более трагических обстоятельствах: у его невесты туберкулез. Лечение этой болезни было невозможным, и только чистый горный воздух и крепкий молодой организм, по мнению врачей, могли противостоять недугу в то время. Аяко Яно находится в санатории в предгорьях на плато Фудзими, а он — рядом с ней.
В свой фильм Хаяо Миядзаки включил эпизоды, где Дзиро Хорикоси (главный персонаж) встречает молодую девушку, рисующую пейзажи, её болезнь и лечение в удаленном от Токио санатории.

## Основные работы
- «Святое семейство» (聖家族) 1932 год
- «Красивая деревня» (美しい村) 1933 год
- «Поднялся ветер» (風立ちぬ) 1936—1937 годы
- «Дневники» (かげろふの日記), 1937 год
- «Наоко» (菜穂子) 1941 год
- «Арано» (曠野) 1941 год
- «Детство» (幼年時代) 1942 год